# Elsa Nilsson
Elsa Gurli Cecilia Nilsson, född Claesson den 13 november 1880 i Björksta socken, Västmanlands län, död den 15 mars 1967 i Trosa, Södermanlands län, var en svensk skådespelare.

## Filmografi
- 1942 – Kan doktorn komma?

## Teater

### Roller
| År   | Roll               | Produktion                                              | Regi          | Teater             |
| ---- | ------------------ | ------------------------------------------------------- | ------------- | ------------------ |
| 1904 | Persis             | Nero                                                    |               | Dramatiska Teatern |
| 1906 | Tora Elin          | Den förlorade sonen                                     |               | Östermalmsteatern  |
| 1908 | Anna Marie         | Samvetets mask Ludwig Anzengruber                       | Gustaf Linden | Dramaten           |
| 1915 | Fru de Cambes      | Äventyret Gaston Arman de Caillavet och Robert de Flers | Karl Hedberg  | Dramaten           |
| 1920 | Andrine            | Paradsängen Gunnar Heiberg                              | Karl Hedberg  | Dramaten           |
| 1920 | En bagarhustru     | Markis von Keith Frank Wedekind                         | Karl Hedberg  | Dramaten           |
| 1920 | Fröken de Lusignan | Låt oss skiljas Victorien Sardou och Émile de Najac     | Karl Hedberg  | Dramaten           |
| 1922 | Katharina Binder   | Älskog Arthur Schnitzler                                | Karl Hedberg  | Dramaten           |
| 1922 | Fru Chartrain      | Äventyret Gaston Arman de Caillavet och Robert de Flers | Karl Hedberg  | Dramaten           |
| 1924 | En städerska       | Äventyrens värld Christian Günther                      | Karl Hedberg  | Dramaten           |
| 1924 | Damen i svart      | Knock Jules Romains                                     | Karl Hedberg  | Dramaten           |

### Fotnoter
1. ↑  ”Nero”. Musikverket. http://calmview.musikverk.se/CalmView/Record.aspx?src=CalmView.Catalog&id=HelledayA15S7%3a013&pos=37. Läst 23 oktober 2015.
2. ↑  ”Teater, konst, litteratur”. Dagens Nyheter:  s. 3. 14 november 1906. http://arkivet.dn.se/arkivet/tidning/1906-11-14/13136a/3. Läst 7 augusti 2015.